# BT.709

Tutte le cromaticità della gamma dei colori BT.709 rientrano nel triangolo che collega i colori primari

La raccomandazione ITU-R BT.709, nota comunemente con le abbreviazioni Rec. 709 o BT.709, definisce lo standard per la codifica dei segnali video digitali impiegato per la televisione in alta definizione (HDTV). BT.709 e sRGB sono talvolta usati come sinonimi, ma la raccomandazione definisce gli standard di acquisizione e trasferimento di un segnale HDTV, mentre sRGB è lo spazio colore di riferimento per la visualizzazione dei segnali.

## Dettagli tecnici

### Risoluzione
La raccomandazione BT.709 specifica due diversi insiemi di risoluzione. la Parte 1 codifica i vecchi sistemi a 1125 e 1250 linee, mentre la Parte 2 codifica i nuovi sistemi a 720 e 1080 linee. La Parte 1 è obsoleta e non dovrebbe essere utilizzata.
I sistemi compresi dalla Parte 2 hanno una risoluzione di 1280×720 pixel (HD) e 1920x1080 pixel (Full HD e 1080i), con pixel quadrato e rapporto d'aspetto di 16:9.

### Rappresentazione digitale
La BT.709 e tutti i sistemi derivati da essa (per esempio l'MPEG-2 e quindi l'ATSC e il DVD) usano una codifica a 8 bit con un valore di 16 per il nero e 235 per il bianco. Questo differisce notevolmente dai personal computer, che usano 0 per il nero e 255 per il bianco. I limiti di 16/235 (luma) e 16/240 (croma) derivano dalla raccomandazione ITU BT.601.

### Colorimetria
| Spazio colore | Punto di bianco | Punto di bianco | Primari | Primari | Primari | Primari | Primari | Primari |
| Spazio colore | xW              | yW              | xR      | yR      | xG      | yG      | xB      | yB      |
| ------------- | --------------- | --------------- | ------- | ------- | ------- | ------- | ------- | ------- |
| ITU-R BT.709  | 0.3127          | 0.3290          | 0.64    | 0.33    | 0.30    | 0.60    | 0.15    | 0.06    |

### Caratteristiche di trasferimento
I segnali RGB previsti dalla BT.709 E'R, E'G e E'B hanno una correzione di gamma di 1/2.2, così come definita nello spazio colore sRGB.